# Ordine di Carlo Magno
L'Ordine di Carlo Magno è una onorificenza civile del Principato di Andorra.

## Storia
L'Ordine è stato fondato il 7 dicembre 2007 per iniziativa del Ministro della Cultura Juli Minoves Triquell. L'Ordine è nato per onorare la figura del fondatore del Principato di Andorra, l'imperatore Carlo Magno dei Franchi, che ha concesso la sovranità al popolo delle "Valli di Andorra" in segno di gratitudine per l'aiuto offerto nella guerra contro i Saraceni. Lo scopo dell'Ordine di Carlo Magno è "per premiare i meriti di coloro che si sono distinti nel loro campo di lavoro e che hanno reso servizi eminenti allo Stato di Andorra". Il Gran Maestro dell'Ordine è il Primo Ministro del Principato di Andorra (attualmente Antoni Martí) e il Gran Cancelliere è il Ministro della Cultura (attualmente Olga Gelabert).

## Classi
L'Ordine di Carlo Magno è attualmente suddiviso in tre classi, in base alla riforma avvenuta nel periodo 2022-2024:
- Gran Croce
- Commendatore
- Croce

Precedentemente, la versione del 2007 dell'Ordine di Carlo Magno era divisa in quattro classi:
- Collare
- Gran Croce
- Commendatore
- Medaglia

## Insegne
- Il nastro era completamente rosso (2007 versione).
- Il nastro è completamente blu (2022 versione).